# When Eternity Ends
When Eternity Ends (engl. für „Wenn Ewigkeit endet“) ist das Debüt-Studioalbum der Mönchengladbacher Heavy-Metal/Power-Metal-Band Sacred Gate, welches am 27. April 2012 veröffentlicht wurde.

## Entstehung
Nachdem Christian Wolf im April 2010 den ausgestiegenen Schlagzeuger Holger Zimmermann ersetzt hatte, begab sich die Band am 18. November 2010
in das Metallurgy Studio in Mönchengladbach um zusammen mit Andy Funke, Produzent und Inhaber des Studios, neun Songs aufzunehmen. Diese wurden in 15 Tagen eingespielt und anschließend von Funke gemischt und gemastert.
Die Band kontaktierte einige Plattenfirmen, woraufhin Angebote für einen Plattenvertrag eingingen. Man entschied sich für das vom italienischen Label Metal on Metal Records, wo am 27. April 2012 When Eternity Ends erschien.

## Covergestaltung
Für die Gestaltung des Album-Artworks beauftragte die Band die Künstlerin Jowita Kaminska, die auch Mitgründerin von Metal on Metal Records ist. Da die Songs von Hölle, Krieg und Weltuntergang handeln, wollte die Band für das Cover ein apokalyptisches Szenario, das Kaminska im Sinne der Band umsetzte. Die Atomexplosion im Hintergrund und die zerstörte Stadt verweisen auf die Stücke When Eternity Ends und Creators of the Downfall. Auf der Zeichnung unten rechts ist der Sensenmann zu sehen, der auf der 2011 veröffentlichten Creators of the Downfall-EP die Hauptfigur des Covers war. Der fallende Ikarus oben rechts verweist auf den Song Burning Wings und die Dämonen auf den Song Earth, my Kingdom.

## Titelliste
1. Creators of the Downfall – 5:12
2. Burning Wings  – 4:11
3. The Realm of Hell  – 5:25
4. When Eternity Ends – 6:20
5. Freedom or Death – 6:35
6. In the Heart of the Iron Maiden – 4:57
7. Vengeance – 5:54
8. Earth, my Kingdom – 5:27
9. Heaven Under Siege – 7:26[3]

## Songinformationen
- Creators of the Downfall (engl. für „Schöpfer des Untergangs“) war das Titelstück der im September 2011 in Eigenproduktion veröffentlichten EP. Der Song handelt vom Untergang der Menschheit durch Selbstzerstörung.[2]
- Burning Wings (engl. für „Brennende Flügel“) befand sich ebenfalls auf der EP Creators of the Downfall. Der Song befasst sich mit der Sage von Ikarus und übermittelt auch die Botschaft, dass der Mensch die Kraft der Natur nicht unterschätzen darf.[4]
- The Realm of Hell (engl. für „Das Reich der Hölle“) handelt von der Hölle nebst dortiger ewiger Folter und Qualen.[4]
- When Eternity Ends (engl. für „Wenn Ewigkeit endet“), Titelstück des Albums, ist ein Antikriegssong.[4]
- Freedom or Death (engl. für „Freiheit oder Tod“) befasst sich mit der Griechischen Revolution und dem Unabhängigkeitskrieg der Griechen gegen die Herrschaft der Osmanen im Jahr 1821. Die ersten Strophen und der Chorus sind Auszüge aus der griechischen Nationalhymne, geschrieben von Dionysios Solomos und ins Englische übersetzt von Rudyard Kipling.[4]
- In the Heart of the Iron Maiden (engl. für „Im Herzen der Eisernen Jungfrau“) ist die thematische Fortsetzung des Songs The Alchemist der Ex-Band von Nicko Nikolaidis (Gitarre) und Jim Over (Gesang), Made of Iron. Das Lied handelt von der Verhaftung und Folterung eines Alchemisten durch die Heilige Inquisition. Mit diesem Songtitel wollte die Band ihrem größten Einfluss, Iron Maiden, Tribut zollen.[4]
- Vengeance (engl. für „Vergeltung“) ist die Fortsetzung des Songs In the Heart of the Iron Maiden und das Ende dieser Trilogie. Vengeance ist auch einer der drei Studiosongs auf der EP Creators of the Downfall.[4]
- Earth, my Kingdom (engl. für „Erde, mein Königreich“) handelt vom Sturz der gefallenen Engel und ihre Herrschaft über die Erde.[4]
- Heaven Under Siege (engl. für „Der Himmel unter Belagerung“) basiert auf dem Film God’s Army – Die letzte Schlacht (Originaltitel: The Prophecy) aus dem Jahr 1995, in dem es um den uralten Kampf zwischen abtrünnigen und gottestreuen Engeln geht.[5]

## Stil
Rüdiger Stehle von powermetal.de spricht von „einer sehr melodischen Mischung aus Power Metal europäischer und amerikanischer Prägungen, nicht ohne bei der Melodieführung der Leadgitarren auch hin und wieder deutlich die NWoBHM zu zitieren“.